# Фальстаф (опера Сальери)
Falstaff, ossia Le tre burle («Фальстаф, или Три шутки») - двухактная драматическая опера Антонио Сальери на либретто Карло Просперо Дефранчески по комедии Уильяма Шекспира «Виндзорские насмешницы».
Одна из самых ранних оперных версий пьесы Шекспира, «Фальстаф» Сальери, примечательна общим сжатием и упорядочением оригинального сюжета, примечательная отсутствием двух молодых любовников, Фентона и Анны, и добавлением сцены, в которой госпожа Форд притворяется немкой, чтобы очаровать Фальстафа (на самом деле существует две таких сцены, одна из которых в отдельной партитуре Сальери, вероятно, была исключена из оригинальных венских постановок). Дефранчески отодвигает сюжет и структуру от елизаветинской драмы и приближает к стандартным условностям оперы-буффа конца 18 века.
Основные моменты включают симфонию (увертюру) в стиле контра-танцев .  В опере «Фальстаф» заметно влияние оперы «Свадьба Фигаро» Моцарта, которая в то время была успешно поставлена после перерыва. Среди музыкальных ярких моментов, помимо симфонии, - напыщенная ария-скороговорка Фальстафа в первом акте, квартет в первом акте, дуэттино «La stessa, La stessissima», технически блестящее «смехотворное» трио в первых моментах второго акта, канонический дуэт мистера и миссис Форд ближе к концу второго акта (с соло на виолончели, редким для конца XVIII века) и финал второго акта. На протяжении всей партитуры Сальери использует изысканную звукопись, пародию на условности оперы-сериа, более гармонично интересную структуру для речитатива-секко и более сложный контрапункт; черты, которые помогли вернуть Фальстафа на оперные сцены.

## История постановок
Впервые опера была исполнена в Kärntnertortheater в Вене 3 января 1799 года. С тех пор до 1802 года было дано 26 представлений. Американская премьера состоялась 15 ноября 1974 года в Национальном театре Бостонского центра искусств с Дэвидом Арнольдом в главной роли при поддержке Элизабет Финни, Памелы Гор, Фрэнка Хоффмайстера и Эрнеста Триплетта с английским переводом Майкла Оклера и декорациями Уильяма Фрегози. Дирижировал Роберт Уиллоуби Джонс. Театр Bampton Classical Opera исполнил оперу в 2004 году.

## Роли
| В ролях                       | Тип голоса | Премьера 3 января 1799 г. (Дирижер: -) |
| ----------------------------- | ---------- | -------------------------------------- |
| Сэр Джон Фальстаф             | бас        | Карло Ангрисани                        |
| Мастер Форд                   | тенор      | Джузеппе Симони                        |
| Миссис Форд                   | сопрано    | Ирен Томеони                           |
| Мастер Слендер                | баритон    | Игнац Зааль                            |
| Миссис Слендер                | сопрано    | Луиза Миллох                           |
| Бардольф, слуга Фальстафа     | баритон    | Гаэтано Лотти                          |
| Бетти, горничная госпожи Форд | сопрано    | Марианна Гассманн                      |

## Аранжировки
Бетховен использовал дуэт La stessa, La stessissima для серии вариаций WoO 73.

## Дискография
- Романо Франческетто, Фернандо Луис Чиуффо, Филиппо Беттоски, миланские мадригалисты, Кьяра Чиалли и другие. Конд. Альберто Веронези, Миланский оркестр Гвидо Кантелли. 2 компакт-диска, DDD, Chandos, 17 марта 1998 г.
- Саймон Эдвардс, Саломе Халлер, Лилиана Фараон, Раймонд Спогис, Хьордис Тебо и другие. Дом Жан-Клода Мальгуара, «Большая школа и королевская комната», Шантр-де-ла-Шапель Версаль. 2 компакт-диска, DDD, Dynamic, 3 марта 2003 г.
- Йожеф Грегор, Мария Земплени, Денес Гуляш, Иштван Гати, Ева Панцель и др. Tamás Pál cond., Камерный оркестр Сальери, Камерный хор Сальери. 3 компакт-диска, DDD, Hungaroton, 27 сентября 2003 г.
- Джон Дель Карло, Тереза Рингхольц, Ричард Крофт, Делорес Зиглер, Джейк Гарднер и др. Клаус Виллер, режиссер Агнес Мет, дирижер Арнольд Эстманн, Симфонический оркестр радио Штутгарта. DVD, 120 минут, Arthaus Musik, 31 июля 2000 г.